# 諸世紀

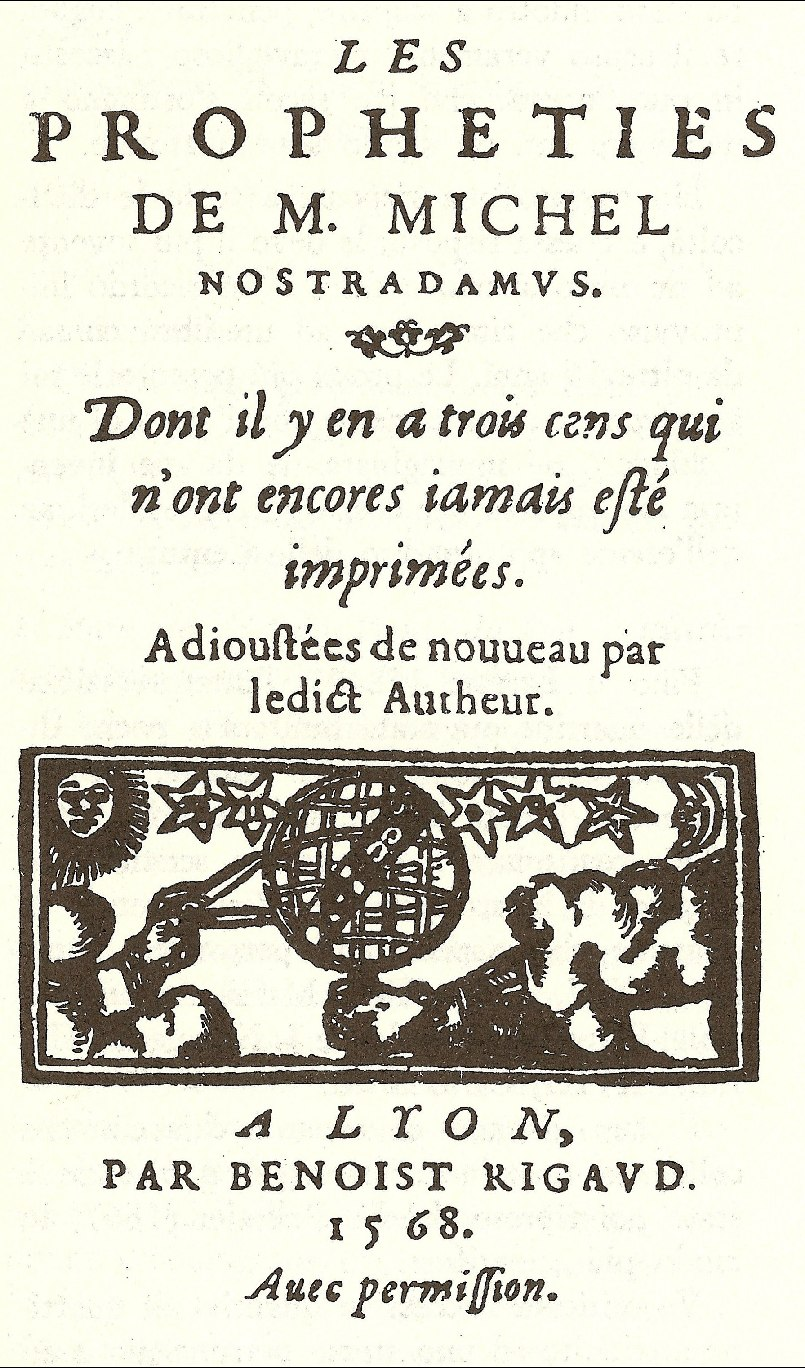
『諸世紀』と邦訳されたノストラダムスの著書の扉の項。

『諸世紀』（しょせいき）は、16世紀フランスの占星術師ノストラダムスの主著『ミシェル・ノストラダムス師の予言集』の日本における邦題のひとつ。作家である五島勉の著書『ノストラダムスの大予言』によって広まった名称。本来の文脈からすれば、明らかに誤訳である。

## 前史
原題の中の『Les Prophéties』を直訳すると、予言集となる。
『予言集』の主要部分は各巻ごとに Centurie と名付けられた四行詩集であり、その複数形 Les Centuries（レ・サンチュリ）は、『予言集』そのものを表す換称としても用いられている。フランスの代表的な百科事典ラルース百科事典などでも、その意味での項目が立てられている。
Centurie の語源はラテン語のケントゥリアで、フランス語のサンチュリはそこから派生したものである。サンチュリの原義は「百の集まり」であり、各巻に詩が百篇あることにちなんでいる。日本でノストラダムスがそれほど知られていなかったときには、フランス文学者の渡辺一夫や澁澤龍彦はこれを「詩百篇」「百詩篇」などと訳していた。しかし、英語圏の文献であったカート・セリグマンの『魔法』を1961年に訳した平田寛は、英語の Century（世紀の意味を含む単語）と混同したためか、これを「諸世紀」と訳出した。

## ノストラダムスの大予言
ルポライターの五島勉は、発売3か月余りでミリオンセラーとなった『ノストラダムスの大予言』（祥伝社、1973年）において、ノストラダムスの予言集を「諸世紀」と訳しただけでなく、その原題を Les Siècles （Siècleはフランス語で「世紀」を表す一般的な語）とした。
初の仏和対訳版となった『ノストラダムス大予言原典・諸世紀』（たま出版、1975年）でもこれが踏襲され、「諸世紀」という訳称が採用されただけでなく、Les Siècles までが原題としてカバーに書かれた（現在の新装版カバーには書かれていないが、本体の表紙には書かれている）。
Les Siècles を原題とする論者は非常に限定的ではあったものの、「諸世紀」という名称自体は広く用いられ、筑波大学教授（当時）の仏文学者竹本忠雄のように、誤りと知りつつも、広く知られているからという理由で、あえて『諸世紀』を用いる者も現れた。
『世界大百科事典』や『広辞苑』など複数の辞書・事典類でも「諸世紀」が採用されている。
フランス語のサンチュリには確かに「世紀」の意味もあるものの、本来は詩を百篇集めたことから付けられた名称であるため、これを「世紀」の意味にとるのは誤訳であると、仏文学者などからは指摘されている。

## 論争
1990年代に入ると志水一夫などが、「諸世紀」は誤訳であって「百詩篇集」とでもすべきだ、またそもそも Les Siècles は五島による創作された原題であるとする論陣を張った。
五島はこれに対し、次のような反論を展開した。
- 『予言集』の原題は「ノストラダムス師の大予言」であり、そのまま訳すと、自分の著書『ノストラダムスの大予言』と区別が付けにくくなると考えた。
- そこで第2巻46番に Les Siècles という語が出てくることを元に、世界がいつまでも続くようにとの願いを込めて「諸世紀」という題名を、自分でつけた。
- 「百詩篇集」自体が通称であって、そんな刊本はなかった。あるなら表紙の写真だけでも示してほしい。
- ノストラダムス自身は『予言集』全体をあらわす名称をつけていない。それはあくまでも当時の版元がつけたものに過ぎないので、本当の題を議論することにさしたる意味はないはずだ。

これに対しては、志水一夫や山本弘が次のような反論を寄せた。
- 原題は「ミシェル・ノストラダムス師の予言集」であって、混同は生じない。「大予言」という原題の刊本があったのなら、それこそ表紙の写真を見せてほしい[7]。
- 過去の高橋克彦との対談では、五島は「レ・サンチュリ」をもとに「諸世紀」という訳を黒沼健や自分が使ってきたと主張しており、原題自体を自分でつけたとは一言も言っていない。そもそも対談時の発言自体に嘘がある（黒沼は「諸世紀」とは呼ばなかった）。
- 自著の題と混同するのを恐れたのなら自著の題を変えるべきで、断りもなしに原書の題を変えるのは、非常識である。
- 五島は『ノストラダムスの大予言』初巻では、第2巻46番の Les Siècles を「時代」と訳しており、「諸世紀」とは訳していないため、釈明の説得力に疑問がある。

五島はノストラダムス自身は自著のタイトルをつけていないと主張しているが、実際には『予言集』の第一序文で「我が予言集」（mes Prophéties）と呼んでいる。また、秘書だったジャン＝エメ・ド・シャヴィニーも、ノストラダムス自身が『予言集』（Les Prophéties）とつけたと証言している。海外の書誌研究などでは、Les Propheties を版元がつけたと注記しているものはない。
なお、日本以外での校定版の成果などを取り入れた高田勇と伊藤進による抄訳『ノストラダムス予言集』（岩波書店、1999年）では、全体を表す名称として『予言集』が採用されている。